# Al Manshāh
Al Manshāh är en ort i Egypten.   Den ligger i guvernementet Sohag, i den centrala delen av landet, 400 km söder om huvudstaden Kairo. Al Manshāh ligger 72 meter över havet och antalet invånare är 61 134.
Terrängen runt Al Manshāh är platt västerut, men österut är den kuperad. Runt Al Manshāh är det mycket tätbefolkat, med 2 431 invånare per kvadratkilometer. Närmaste större samhälle är Sohag, 14,0 km nordväst om Al Manshāh. Trakten runt Al Manshāh består till största delen av jordbruksmark.